# Janet Dykman
Janet Dykman, född 17 januari 1954, är en amerikansk bågskytt. Hon deltog vid olympiska sommarspelen 1996, olympiska sommarspelen 2000 och olympiska sommarspelen 2004.